# Mabel Landó
Dina Mabel Burlando más conocida como Mabel Landó (Argentina, 29 de enero de 1932) es una actriz argentina. Se hizo conocida muy joven por el papel de esposa de Tarzán que protagonizaba en Las aventuras de Tarzán, un popular programa de radio de Argentina. Además de actuar en radio lo hizo en cine y televisión.
Mabel Landó estudiaba en el Conservatorio de Arte Dramático cuando fue al Palais de Glace con una amiga que iba a rendir una prueba para entrar en el radioteatro de Carmen Valdez y Roberto Airaldi. Como faltaba la compañera de Luis Medina Castro le pidieron que diera pie a los textos que él debía decir y así fue que ella resultó la seleccionada. Poco tiempo después la contrataron para interpretar el papel de Juana en el programa Las aventuras de Tarzán en reemplazo de Nelly Beltrán que lo estaba haciendo. Su nombre artístico lo adoptó a sugerencia del locutor y actor Guillermo Brizuela Méndez a quien conoció en la radio.
Trabajó en radio en los radioteatros Cine Lux y Palmolive acompañando a primeras figuras del género como Eduardo Rudy, Eva Dongé y Rodolfo Ranni, entre otros. Se destacó en 1973 en el papel de "Teresa", la bondadosa novia de Rolando Rivas, taxista y en la década de los 90' a "Elvira Cantoni", la madre de Carlín en Amigos son los amigos, con Carlos Calvo y Pablo Rago. Otro de los ciclos en que intervino fue el de Permiso para imaginar, creado y dirigido por Alberto Migré y emitido por Radio Belgrano.
En 1995 realizó una actuación estelar en Chiquititas interpretando a Valentina la ama de llaves de la familia Morán.

## Cine
- Mujeres perdidas (1964) …Prostituta
- Un gaucho con plata (1970)
- Rolando Rivas, taxista (1974)

## Televisión
- Un matrimonio feliz / Esposa último modelo (1951)
- La carreta fantasma (1960) miniserie
- Arsenio Lupin (1961) miniserie
- Altanera Evangelina Garret (1962)  Serie
- Ellos dos y alguien más (1962)
- La pecosa (1971)  Serie
- Rolando Rivas, taxista (1972/1973) Serie .... Teresa
- Enséñame a quererte (1974) Serie
- Aquí llegan los Manfredi (1980-1982) Serie.... Leonor[3]
- Las 24 horas (1981) Serie
- Dos vidas y un destino (1984) Serie
- No es un juego vivir (1985) Serie
- El pulpo negro (1985) miniserie .... Sra. Manero
- Ese hombre prohibido (1986) Serie
- Dos para una mentira (1986) Serie.... Mercedes
- Quiero morir mañana (1987) Serie
- Ella contra mí (1988) Serie
- Amigos son los amigos (1989) Serie.... Madre de Carlín Cantoni
- Déjate querer (1993) Serie.... Clara Sánchez
- Chiquititas .... Valentina Pereira (1995)
- Milady, la historia continúa .... Iris (1 episodio) (1997)